# News of the World Tour

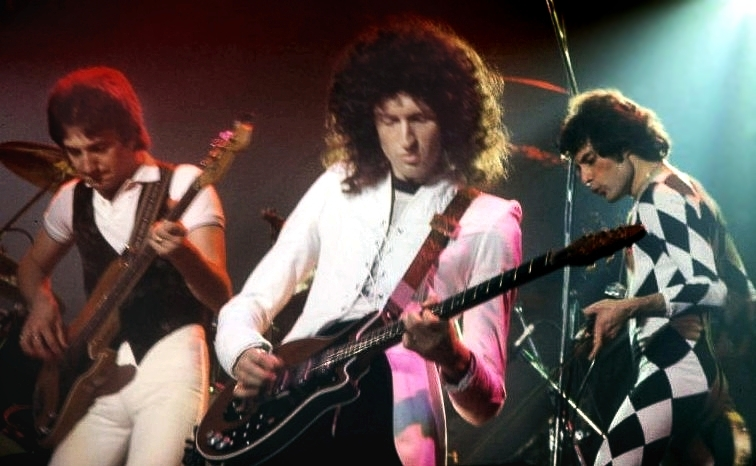
1977年11月16日、ニューヘイブン公演での、ジョン・ディーコン、ブライアン・メイ、フレディ・マーキュリー。

News of the World Tourは、イギリスのロックバンド、クイーンが、アルバム『世界に捧ぐ』のリリースに伴って北米とヨーロッパで行ったコンサート・ツアーで、1977年に北米で26公演、1978年にヨーロッパで20公演が行われた。
1977年12月11日にヒューストンで行われたコンサートは録画され、映像や音源はブートレグとして世に出回っている。

## セットリスト
これは1978年4月12日にスウェーデンのストックホルムで行われたライブのセットリストであり、ツアー期間中の全てのセットリストを表すものではない。
1. ウィ・ウィル・ロック・ユー
2. ウィ・ウィル・ロック・ユー (ファスト・バージョン)
3. ブライトン・ロック
4. 愛にすべてを
5. デス・オン・トゥー・レッグス
6. キラー・クイーン
7. 懐かしのラヴァー・ボーイ
8. アイム・イン・ラヴ・ウィズ・マイ・カー
9. ゲット・ダウン・メイク・ラヴ
10. ミリオネア・ワルツ
11. マイ・ベスト・フレンド
12. 永遠の翼
13. イッツ・レイト
14. ナウ・アイム・ヒア
15. ラヴ・オブ・マイ・ライフ
16. '39
17. マイ・メランコリー・ブルース
18. ホワイト・マン
19. 預言者の唄
20. ギター・ソロ
21. 預言者の唄 (リプライズ)
22. ストーン・コールド・クレイジー
23. ボヘミアン・ラプソディ
24. 炎のロックンロール
25. タイ・ユア・マザー・ダウン
アンコール
26. ウィ・ウィル・ロック・ユー
27. 伝説のチャンピオン
アンコール
28. シアー・ハート・アタック
29. 監獄ロック
30. ゴッド・セイヴ・ザ・クイーン

### 上記以外に演奏された曲
- うつろな人生[4]
- ライアー[4]
- ドゥーイング・オール・ライト[4]
- オウガ・バトル[5]
- 土曜の夜は僕の生きがい[6]
- ホワイト・クリスマス[7]
- ビッグ・スペンダー[8]
- ホワイト・クイーン[9]

## ツアー日程
| 日付           | 都市                 | 国             | 会場                                                   |
| -------------- | -------------------- | -------------- | ------------------------------------------------------ |
| 北米           |                      |                |                                                        |
| 1977年11月11日 | ポートランド         | アメリカ合衆国 | カンバーランド・カウンティ・シビック・センター         |
| 1977年11月12日 | ボストン             | アメリカ合衆国 | ボストン・ガーデン                                     |
| 1977年11月13日 | スプリングフィールド | アメリカ合衆国 | スプリングフィールド・シビック・センター               |
| 1977年11月15日 | プロビデンス         | アメリカ合衆国 | プロビデンス・シビック・センター                       |
| 1977年11月16日 | ニューヘイブン       | アメリカ合衆国 | ニューヘイブン・コロシアム                             |
| 1977年11月18日 | デトロイト           | アメリカ合衆国 | コボ・アリーナ                                         |
| 1977年11月19日 | デトロイト           | アメリカ合衆国 | コボ・アリーナ                                         |
| 1977年11月21日 | トロント             | カナダ         | メープルリーフ・ガーデンズ                             |
| 1977年11月23日 | フィラデルフィア     | アメリカ合衆国 | スペクトラム                                           |
| 1977年11月24日 | フィラデルフィア     | アメリカ合衆国 | スペクトラム                                           |
| 1977年11月25日 | ノーフォーク         | アメリカ合衆国 | ノーフォーク・スコープ                                 |
| 1977年11月27日 | リッチフィールド     | アメリカ合衆国 | リッチフィールド・コロシアム                           |
| 1977年11月29日 | ランドーバー         | アメリカ合衆国 | キャピタル・センター                                   |
| 1977年12月1日  | ニューヨーク         | アメリカ合衆国 | マディソン・スクエア・ガーデン                         |
| 1977年12月2日  | ニューヨーク         | アメリカ合衆国 | マディソン・スクエア・ガーデン                         |
| 1977年12月4日  | デイトン             | アメリカ合衆国 | ユニバーシティ・オブ・デイトン・アリーナ               |
| 1977年12月5日  | シカゴ               | アメリカ合衆国 | シカゴ・スタジアム                                     |
| 1977年12月8日  | アトランタ           | アメリカ合衆国 | オムニ・コロシアム                                     |
| 1977年12月10日 | フォートワース       | アメリカ合衆国 | フォートワース・コンベンション・センター               |
| 1977年12月11日 | ヒューストン         | アメリカ合衆国 | ザ・サミット                                           |
| 1977年12月15日 | ラスベガス           | アメリカ合衆国 | アラジン・シアター・フォー・ザ・パフォーミング・アーツ |
| 1977年12月16日 | サンディエゴ         | アメリカ合衆国 | サンディエゴ・スポーツ・アリーナ                       |
| 1977年12月17日 | オークランド         | アメリカ合衆国 | オークランド・コロシアム・アリーナ                     |
| 1977年12月20日 | ロングビーチ         | アメリカ合衆国 | ロングビーチ・コンベンション・センター                 |
| 1977年12月21日 | ロングビーチ         | アメリカ合衆国 | ロングビーチ・コンベンション・センター                 |
| 1977年12月22日 | イングルウッド       | アメリカ合衆国 | ザ・フォーラム                                         |
| ヨーロッパ     |                      |                |                                                        |
| 1978年4月12日  | ストックホルム       | スウェーデン   | ヨハネショフ・イスタディオン                           |
| 1978年4月13日  | コペンハーゲン       | デンマーク     | ファルコナー・センター                                 |
| 1978年4月14日  | ハンブルク           | 西ドイツ       | エルンスト・メルク・ハレ                               |
| 1978年4月16日  | ブリュッセル         | ベルギー       | フォレスト・ナショナル                                 |
| 1978年4月17日  | ブリュッセル         | ベルギー       | フォレスト・ナショナル                                 |
| 1978年4月19日  | ロッテルダム         | オランダ       | アホイ・ロッテルダム                                   |
| 1978年4月20日  | ロッテルダム         | オランダ       | アホイ・ロッテルダム                                   |
| 1978年4月21日  | ブリュッセル         | ベルギー       | フォレスト・ナショナル                                 |
| 1978年4月23日  | パリ                 | フランス       | パビリオン・デ・パリ                                   |
| 1978年4月24日  | パリ                 | フランス       | パビリオン・デ・パリ                                   |
| 1978年4月26日  | ドルトムント         | 西ドイツ       | ヴェストファーレンハーレン                             |
| 1978年4月28日  | 西ベルリン           | 西ベルリン     | ドイチュランド・ハレ                                   |
| 1978年4月30日  | チューリッヒ         | スイス         | ハレンシュタディオン                                   |
| 1978年5月2日   | ウィーン             | オーストリア   | ウィーン・シュタットハレ                               |
| 1978年5月3日   | ミュンヘン           | 西ドイツ       | オリンピアハレ                                         |
| イングランド   |                      |                |                                                        |
| 1978年5月6日   | スタッフォード       | イングランド   | ビングリー・ホール                                     |
| 1978年5月7日   | スタッフォード       | イングランド   | ビングリー・ホール                                     |
| 1978年5月11日  | ロンドン             | イングランド   | エンパイアプール                                       |
| 1978年5月12日  | ロンドン             | イングランド   | エンパイアプール                                       |
| 1978年5月13日  | ロンドン             | イングランド   | エンパイアプール                                       |

### 興行成績データ
| 日付 (1977年) | 都市                           | 会場                                           | 観客数 | 総売上   | 参照   |
| ------------- | ------------------------------ | ---------------------------------------------- | ------ | -------- | ------ |
| 11月11日      | ポートランド、アメリカ合衆国   | カンバーランド・カウンティ・シビック・センター | 8,600  | $55,649  | [ 10 ] |
| 11月12日      | ボストン、アメリカ合衆国       | ボストン・ガーデン                             | 15,411 | $122,959 | [ 10 ] |
| 11月16日      | ニューヘイブン、アメリカ合衆国 | ニューヘイブン・コロシアム                     | 9,900  | $71,259  | [ 11 ] |
| 11月18日      | デトロイト、アメリカ合衆国     | コボ・アリーナ                                 | 22,323 | $184,477 | [ 11 ] |
| 11月19日      | デトロイト、アメリカ合衆国     | コボ・アリーナ                                 | 22,323 | $184,477 | [ 11 ] |